# Опір Тіхама
Опір Тіхама (ар.مقاومة تهامية) — Озброєне формування, сформоване місцевими жителями єменського регіону Тіхама, спрямоване на опір Хуситському контролю над регіоном Західного узбережжя Ємену. Група була утворена в 2014 році, коли хусити захопили Ходейду та решту північного Ємену. Група активно діяла на початку війни 2015 року, беручи участь у битві при Таїзі на боці коаліції Хаді. У грудні 2017 року група взяла участь у наступі на місто Ходейда, разом з бійцями ОАЕ, Саудівської Аравії, лоялістів Хаді та Південним рухом. Група тісно пов'язана з Національним опором Тарека Салеха та бригадами гігантів.